# Jules Verne ATV
A Jules Verne ATV az Európai Űrügynökség ATV (Automated Transfer Vehicle) teherűrhajó-sorozatának első példánya, melyet Jules Verne-ről, a francia sci-fi-íróról nevezték el. Indítására 2008. március 9-én 04:03-kor (UTC) került sor a Guyana Űrközpontból egy Ariane–5 hordozórakéta segítségével, amelyről 1 óra 6 perc és 41 másodperc után vált le. Az összekapcsolódást megelőzően több tesztet is végrehajtottak, melyek során az űrhajóval sikeresen elpróbálták az űrállomás megközelítését, majd gyors elhagyását. Március 31-én tartották meg az összekapcsolódás főpróbáját, ami szintén probléma nélkül zajlott le. Április 3-án teljesen automatikus üzemmódban a terveknek megfelelően dokkolt. A dokkolásnál Peggy Whitson, Jurij Malencsenko és Garrett Reisman volt jelen a Nemzetközi Űrállomás 16. expedíciójának keretében. Az összekapcsolódás után két nappal az ISS legénysége kinyitotta a Jules Verne ATV ajtaját, és megkezdték az ATV üzembehelyezését.
Az űrhajó 2008. szeptember 5-ig volt összekapcsolva az űrállomással, majd – rakterében az űrállomáson összegyűlt kb. 5 tonna szeméttel – a leválást követően szeptember 29-én a Föld légkörébe visszatérve a Csendes-óceán déli része fölött elégett. A visszatérést két repülőgép figyelte az ESA és a NASA műszereivel a látható- az infravörös- és az ultraibolya-spektrumban. Az utolsó néhány hétben az űrhajó tesztelte az optikai csatlakozást lehetővé tevő érzékelőit.